# Every Time I Die
Every Time I Die — американская металкор группа из города Буффало, штат Нью-Йорк, основанная в 1998 году. На протяжении всего существования группы, состав был больше сосредоточен на братьях Бакли; Ките (вокал) и Джордане (гитара), а также на Энди Уильямсе (гитара). Проведя первые десять лет своей карьеры на лейбле Ferret, группа сменила его на Epitaph в 2008 году, и находились под его крылом до самого распада в 2022 году. За всё время группа выпустила 9 альбомов, последний из которых, Radical, вышел в 2021 году.

## История

### Ранние года,The Burial Plot Bidding WarиLast Night in Town(1998—2001)
Группа была основана изначально из трех человек. В состав входили; Джордан Бакли и Энди Уильямс на гитарах, а также барабанщик Майк Новак. Позже, к группе присоединился брат Джордана — Кит, в качестве вокалиста, а также басист Джон МакКарти. Свой первый концерт группа сыграла в городе Хэмилтон, что находится в канадской провинции Онтарио.
Во время своего первого короткого тура, который охватил такие города, как Буффало и Торонто, группа встретила продюсера из Goodfellow Records, Криса Логана, который выпустил первый EP группы The Burial Plot Bidding War в декабре 1999 года.
В конце 2000 года группа подписала контракт с лейблом Ferret Music, а также закончила писать песни для своего будущего альбома, а уже в следующем году, басиста Джона МакКарти заменяет Аарон Ратачак, с которым группа отправилась в студию Zing Studios в Уэстфилд, штат Массачусетс, уже на запись своего дебютного альбома, в январе 2001 года. В апреле группа закончила запись альбома.
Группа выпустила альбом Last Night In Town 14 августа 2001 года, а также отправилась в тур вместе с Killswitch Engage. Позже, Ратачак покинул группу, и его заменил Стефен Мичич из Kid Gorgeous.

### Hot Damn!(2002—2004)
В середине декабря 2002 года было анонсировано, что группа забронировала студию, и собирается начать запись своего второго альбома в феврале 2003 года, а выпуск планируется в июне. В феврале группа заявила, что находится в студии Trax East, которая расположена в штате Нью-Джерси, а также, что запись барабанов закончена, а запись гитар уже начата. Тогда же стало известно, что альбом будет называться Hot Damn!, и после записи, в конце этого месяца, они будут снимать клип с Дарреном Доаном в рамках нескольких туров.
Группа выпустила Hot Damn! 1 июля 2003 года. Альбом был хорошо принят, и привел к их первому мини-туру Warped, зарубежным турам с NORA и Chimaira, многочисленным турам по США с такими группами, как Bleeding Through, Norma Jean, The Dillinger Escape Plan и участию в туре Ozzfest 2004 года.
В 2004 году, лейбл Undefined Music переиздал первый EP The Burial Plot Bidding War.

### Gutter Phenomenon(2005—2006)
В начале 2005 года, группа заявила, что закончила писать текста к своему третьему альбому, и что запись начнется в следующем месяце, с продюсером Machine. Группа записывала альбом в городе Хобокен, Нью-Джерси. 10 января группа объявила название альбома — Gutter Phenomenon.
В марте басист Стефен Мичич покинул группу, и группа стала искать замену, предлагая потенциальным участникам связаться с группой по почте. В итоге, в апреле к группе присоединился Кевин Фолк из Between Buried And Me. В мае группа анонсировала, что почти записала альбома, а также представила название пластинки и трек-лист. 11 августа был выпущен тизер к альбому, на сайте лейбла Ferret. Группа выпустила свой третий Gutter Phenomenal 23 августа 2005 года при этом, Кевин Фолк покинул группу сразу, после выпуска альбома по личным причинам. Альбом дебютировал на 71 строчке в чарте Billboard 200, с продажами в количестве 14,230 за первую неделю.
Во время туров группа попала в аварию, в штате Вайоминг. Никто из участников серьезно не пострадал, но из-за этого пришлось пропустить некоторые концерты с Story Of The Year.
21 июля 2006 года вышел клип на песню The New Black.
30 октября 2006 года, группа выпустила свой первый DVD Shit Happens, в котором были различные видео из дома, «приколы» на сцене, и живые выступления группы.

### The Big Dirty(2007—2008)
В феврале 2007 года группа объявила, что отправляется в Калифорнию для записи своего четвертого альбома вместе с продюсером Стивом Эветтсом (который ранее продюсировал The Dillinger Escape Plan). Также бас будет записывать человек, имя которого группа не стала объявлять. В следующем месяце группа выпустила первый сингл Imitation Is the Sincerest Form of Battery на всех стриминговых сервисах. В апреле также стало известно, что группа отправится в тур по Австралии вместе с Norma Jean, после выпуска альбома. Перед входом альбома, к группе присоединился басист Джош Ньютон.
27 августа 2007 вышел клип на песню We'rewolf.
Альбом вышел в 4 сентября 2007 года, и дебютировал на 41 строчке чарта Billboard 200, с продажами около 14,000 тысяч копий за первую неделю.
С января по февраль 2008 года Every Time I Die отправились в тур с Killswitch Engage, The Dillinger Escape Plan и Parkway Drive. Они также были хедлайнерами тура Take Action, играя вместе с From First to Last, August Burns Red, The Bled и The Human Abstract. Группа отыграла весь Warped Tour 2008.

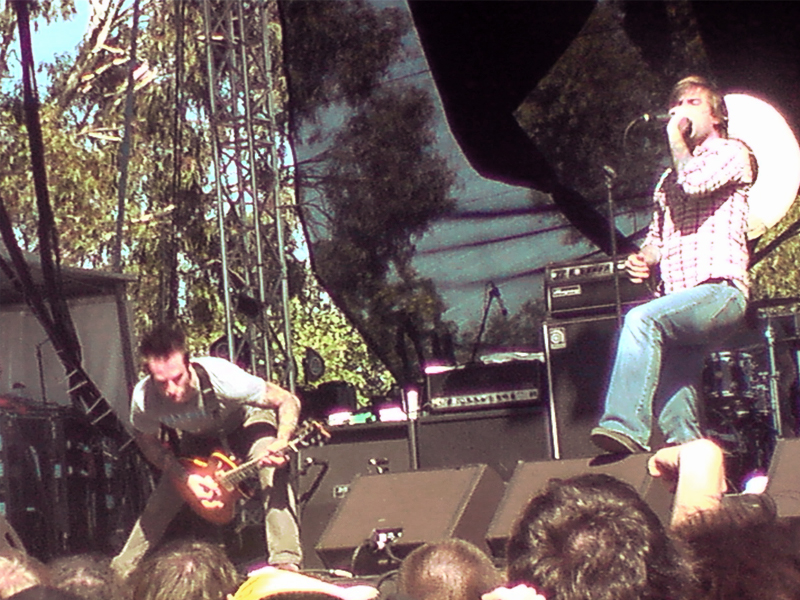
Выступление группы в Аделаиде

### New Junk Aesthetic(2009—2011)
В июле 2008 года Кит Бакли объявил, что группа выполнила свой контракт с Ferret Music и ищет новый лейбл. Позже, группа подписала контракт с лейблом Epitaph.
13 января 2009 года стало известно, что группа начала создавать материал для нового альбома. 23 марта группа начала запись своей пятой пластинки.
Во время тура по Великобритании 2009 года с Gallows впервые прозвучала песня под названием Buffalo 666. В последствии, песня станет бонус-треком к специальному изданию альбома.
29 июня группа выпустила песню The Marvelous Slut для онлайн загрузки. Тем же днем группу покинул барабанщик Майк Новак, по причине личных конфликтов.  14 июля группа выложила эту же песню, но уже на MySpace, а также представила обложку альбома. 22 июля группа начала запись первого клипа к альбому, а уже 23 августа к группе присоединился новый барабанщик из группы Dead and Divine — Райан Леджер. 25 августа группа выпустила клип на песню Wanderlust. 10 сентября на странице группы в MySpace появилась возможность полностью послушать новый альбом. Сам альбом вышел 15 сентября 2009 года, дебютировав на 46 строчке Billboard 200, с продажами примерно в 12,000 тысяч копий за первую неделю.
Позже, группа участвовала в европейском туре Taste of Chaos в конце 2009 года, вместе с Killswitch Engage и In Flames.
7 марта 2010 года вышел клип на песню After One Quarter Of Revolution.
Every Time I Die были хэдлайнерами тура Australian Boys of Summer 2010. В поддержку ETID выступили австралийские группы 50 Lions, House vs. Hurricane и Mary Jane Kelly. Группа гастролировала по Австралии, выступая с концертами в Сиднее, Голд-Косте, Брисбене, Мельбурне, Аделаиде и Перте.
26 октября вышел второй DVD группы Shit Happens: The Series?

### Ex Lives(2011—2013)
4 мая 2011 года было объявлено, что группа написала около 10 песен к новому альбому. 27 июня стало известно, что группа закончила написание песен к новому альбому, а уже 11 июля началась запись пластинки. Джош Ньютон объявил 12 октября 2011 года, что он больше не участвует в группе. На оставшуюся часть тура его заменил Стефен Мичич. 14 декабря они объявили, что отыграют все концерты Warped Tour 2012.
2 января группа показала небольшой тизер к пластинке, а уже 3 января 2012 группа анонсировала название альбома Ex Lives, показала обложку альбома, трек-лист, а также песню Underwater Bimbos From Outer Space с клипом, который создавал сам Кит Бакли. 22 февраля вышел клип на песню Revival Mode. 6 марта альбом вышел, и поднялся на 20 строчку чарта Billboard 200, с продажами примерно 14,300 копий за первую неделю. 11 мая группа начала запись ещё одного клипа, уже на песню I Suck (Blood). 18 июня клип вышел.
Летом, группа отправилась в турне с Letlive, The Chariot, Kills And Thrills по Европе.

### From Parts Unknown(2014—2015)
3 марта 2014 года стало известно, что группа начала запись своей седьмой пластинки, с продюсером Куртом Баллоу (гитарист и продюсер Converge) в его студии GodCity в Сейлеме, Массачусетс. 19 марта появилась видео, как Кит Бакли записывает вокал к альбому. В апреле группа начала поиск людей для записи в клипе. Запись должна была начаться в мае. В том же месяце стало известно, что группа планирует выпустить альбом 1 июля этого года. Была также продемонстрирована обложка пластинки. 28 мая вышла песня Decayin' With The Boys в Tumblr, а 9 июня вышел клип на неё. 16 июня появилась возможность полностью послушать новый альбом. Альбом был выпущен 8 июля 2014 года вместе с их шестым выступлением в рамках 20-го тура Vans Warped Tour. Альбом достиг 22-й строчки в Billboard 200, с продажами около 12,500 копий за первую неделю. После тура Warped, Every Time I Die в середине сентября отправились в тур по Канаде с Expire и другими. После тура по Канаде они выступили в качестве хедлайнеров зимнего тура с The Ghost Inside при поддержке Architects, Backtrack и Hundredth.
В конце 2014 года Кит Бакли заявил, что планирует выпустить свой первый роман в 2015 или 2016 году под названием SCALE.
В феврале 2015 года группа объявила об уходе Райана Леджера. Он покинул проект добровольно, ради того, чтобы проводить больше времени со своей семьей. Его заменил Дэниел Дэвисон, бывший участник Norma Jean и Underoath. 29 марта группа объявила, что они выпустят EP эксклюзивно для Record Store Day под названием Salem.

### Low Teens(2016—2018)
В декабре 2015 года, во время тура с August Burns Red, Кит Бакли покинул группу из-за чрезвычайной ситуации, связанная с беременной женой, которая находилась на седьмом месяце беременности. Именно в это время и во время последующего пребывания в больнице Бакли написал подавляющее большинство текстов для нового альбома, ожидая, пока они полностью поправятся. Как оказалось позже, жене сделали кесарево сечение из-за некоторых осложнений. У пары родилась дочь, которую они назвали Сюзанной. 18 декабря Кит вернулся в группу.
10 февраля группа начала писать материал к своему новому альбому, а 1 марта было объявлено о примерно 16-ти новых песен. 19 марта группа выложила запись, из которой можно понять, что на данный момент группа находится в студии. 11 мая группа продемонстрировала 45-ти секундный отрывок одной из песен. 21 июня альбом был анонсирован, а также была показана обложка и названа дата выпуска — 23 сентября 2016 года. В анонсе также была выпущена песня The Coin Has A Say с клипом. 21 июля вышла песня Glitches, а 25 августа уже C++ (Love Will Get You Killed).
23 сентября альбом вышел, получив высокие оценки от критиков. Вместе с тем, вышел клип на песню It Remembers.
Следующие 2 года группа провела в туре в поддержку альбома с такими группами, как Knocked Loose, Harm's Way, Fall Out Boy, Taking Back Sunday, '68, Motionless In White, Turnstile и Machine Gun Kelly.
28 апреля 2017 вышел клип на песню Map Change.
В сентябре 2017 года Дэниел Дэвисон покинул группу, сославшись на усталость от гастролей. Его заменил Клейтон "Goose" Холиоак из Fear Before The March Of Flames, который, по совпадению, также ранее заменял Дэвисона в Norma Jean. Впоследствии Холиоак был заменен в Norma Jean другим бывшим барабанщиком Every Time I Die Райаном Леджером.
21 июня 2018 года группа отправилась в заключительный тур The Vans Warped Tour. В октябре 2018 года группа объявила, что отправится в последний тур в поддержку Low Teens с Turnstile, Angel Du$t и Vein.fm, прежде чем взять перерыв, чтобы начать писать свой новый, девятый альбом. 15 декабря 2018 года группа была отмечена в их родном Буффало за их музыкальные достижения, а 15 декабря стал днем, названным в честь группы. Группа рассказала в интервью, что им всем пришлось разделить между собой памятную табличку «Дня ETID».

### Radical(2019—2021)
9 сентября группа начала писать материал для своего девятого альбома. 25 сентября группа сыграла на концерте новую песню, под названием White Void. Позже, во время тура по Великобритании и ЕС в поддержку While She Sleeps в январе 2020 года, они объявили, что процесс записи альбома начнется, как только они вернутся в США. 26 декабря музыканты объявили, что они начнут запись своего нового альбома в феврале 2020 года, а продюсером станет Уилл Путни. 6 марта Кит Бакли заявил, что он закончил запись вокала. 7 апреля группа продемонстрировала 25 секунд новой музыки. 13 июня появилась возможность послушать 45-секундный отрывок песни Planet Shit с грядущего альбома.
8 декабря 2020 года группа выпустила две новые песни под названием A Colossal Wreck и Desperate Pleasures в преддверии их прямой трансляции, которая состоялась 19 декабря 2020 года, вместо их ежегодного шоу Tid the Season. Третий трек, AWOL, был отправлен по электронной почте тем, кто приобрел билеты на TIDathon, и выпущен на стриминговых платформах 1 февраля 2021 года.
17 августа группа выпустила песню Post-Boredom в качестве сингла для своего альбома Radical, который они также анонсировали в тот же день.
13 сентября вышла песня Planet Shit. Альбом был выпущен 22 октября 2021 года на лейбле Epitaph Records, и занял 45 строчку в чарте Billboard, с продажами около 14,000 тысяч копий. В итоге Radical стал последним альбомом группы. 4 ноября группа отправилась в тур Radical Tour с Candy и '68.
4 декабря 2021 года Кит Бакли объявил, что уходит из группы из-за своего психического здоровья. Остальные участники сначала опубликовали заявление о том, что они закончат последние три концерта тура в конце 2021 года без него, но концерты были отменены из-за осложнений, связанных с COVID-19. В конечном счете группа вновь собралась, чтобы выступить в конце сезона в декабре 2021 года.

### Распад и дальнейшие события (2022—настоящее время)
В январе 2022 года, через несколько дней после отмены тура по Великобритании, совместное заявление Джордана Бакли, Энди Уильямса, Стефена Мичича и Клейтона Холиоака подтвердило распад группы. В последующие недели появилось несколько статей, посвященных распаду, включая противоречивые заявления различных участников группы. Ушедшие участники заявили, что они продолжат играть когда-нибудь играть вместе. Кит Бакли, тем временем, завершил шестидневный тур spoken word по Великобритании в феврале 2022 года под названием An Evening With Keith Buckley. Ведущим тура был радио-диджей Мэтт Стокс.
В апреле 2023 года три бывших участника группы – Джордан Бакли, Мичич и Холиоак – объявили, что они сформировали новую группу Better Lovers с гитаристом Fit for an Autopsy Уиллом Патни, и бывшим вокалистом The Dillinger Escape Plan Грегом Пучиато. Их дебютный сингл 30 Under 13 был выпущен 17 апреля 2023 года. Их дебютный EP, God Made Me An Animal, был выпущен на лейбле Sharptone Records 7 июля 2023 года. 9 октября 2023 года Кит Бакли объявил, что он сформировал новую группу с Чарли и Ником Беллморами (из Kingdom of Sorrow) под названием Many Eyes. Дебютный сингл группы, Revelation, был выпущен на следующей неделе. Он служит ведущим синглом к их пока безымянному дебютному альбому, который был спродюсирован Джейми Джастой и выйдет на лейбле Jasta's Perseverance Records в 2024 году.

## Музыкальный стиль
Жанры Every Time I Die часто описывались как металкор, хардкор-панк и пост-хардкор. Изначально группа формировались как хардкор-группа, но вскоре в их музыке проявилось сильное влияние хэви-метала и рока. Их называли "иконами металкора", а их альбом 2003 года Hot Damn! стал "тотальным изменением игры" для жанра. AllMusic описал их металкор-звучание как смесь альтернативного металла, сатерн-металла и скримо. Они также экспериментировали с маткором и сладж-металом на разных этапах своей карьеры. На них сильно повлиял сатерн-рок; фронтмен Кит Бакли заявил, что "Сатерн-рок-группы — это единственное, что объединяет группу. Это то, что мы все ценим и на чем, в некотором смысле, выросли; главным образом потому, что это был тот тип музыки, который превратил природу в грубую поэзию". Точно так же, как звучание группы хаотично, резко и многообразно, их тексты песен довольно странны, саркастичны и сардонически.

## Наследие
После распада группы в 2022 году многие коллеги и современники – в том числе Underoath, Stray from the Path, Knocked Loose, Against Me! и We Came As Romans – восхваляли группу с уважением к их музыке, их тесным отношениям с фанатами и поддержке, которую они предлагали начинающим группам.

## Участники

Every Time I Die, выступление на With Full Force 2013
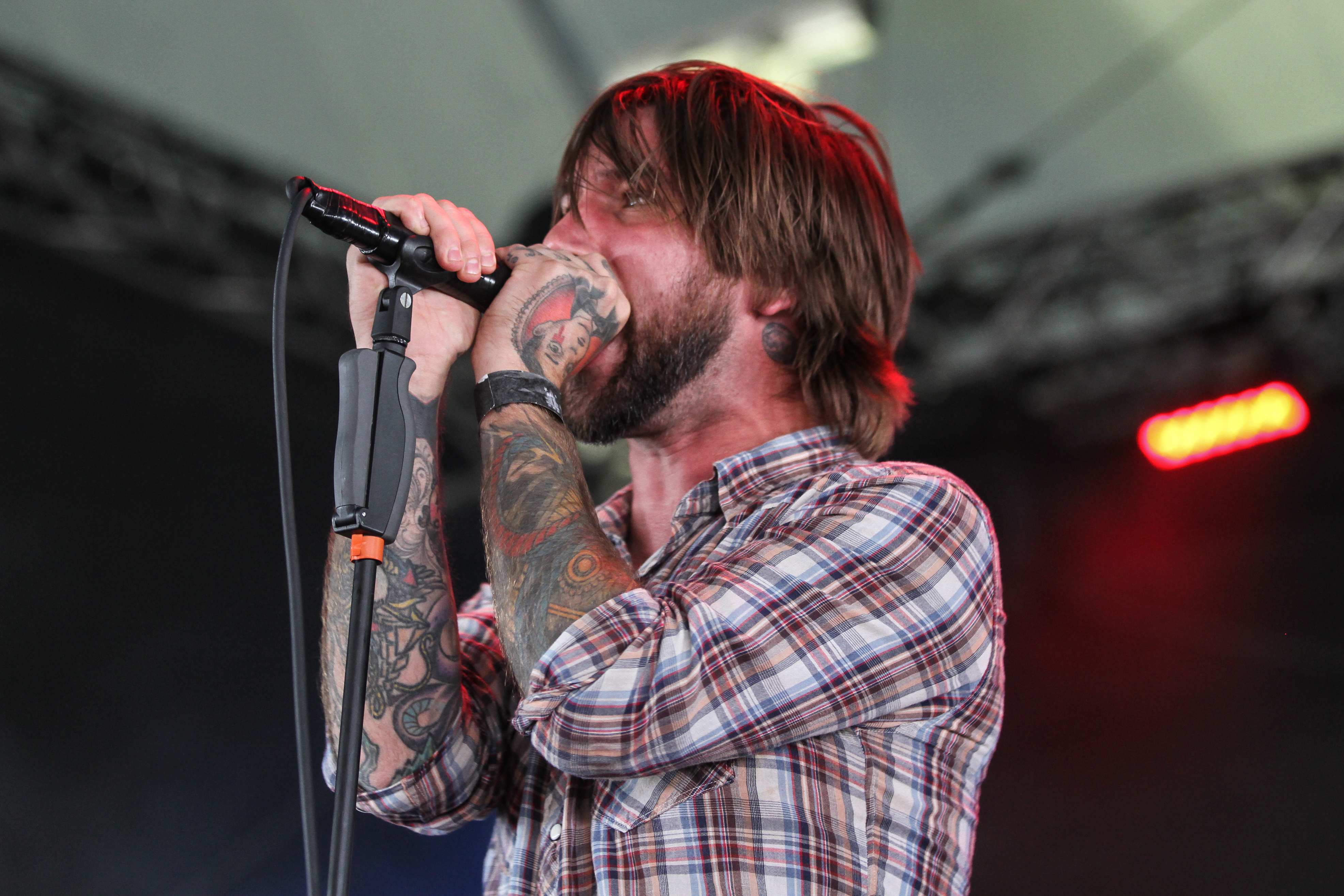
Кит Бакли
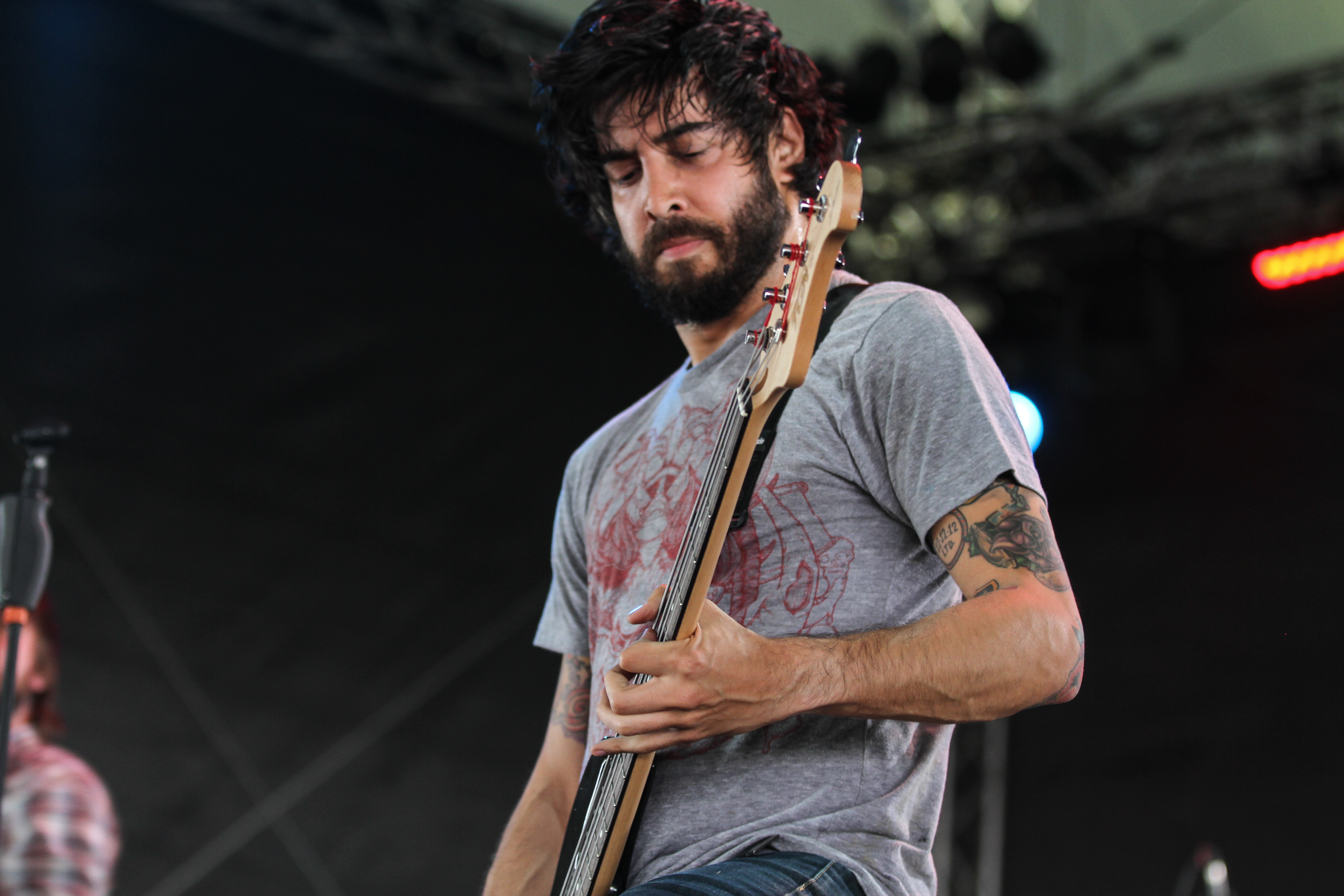
Стефен Мичич
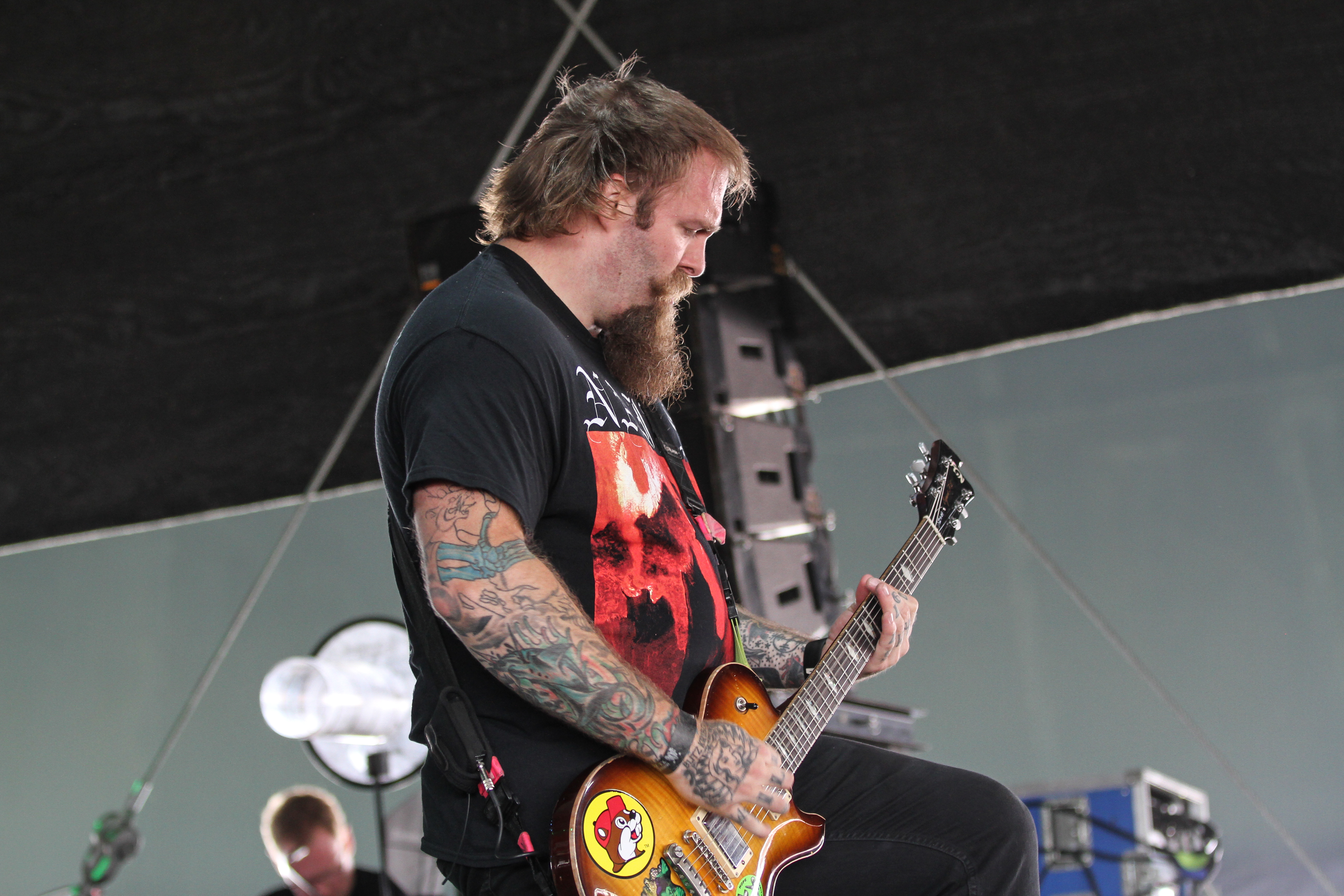
Энди Уильямс
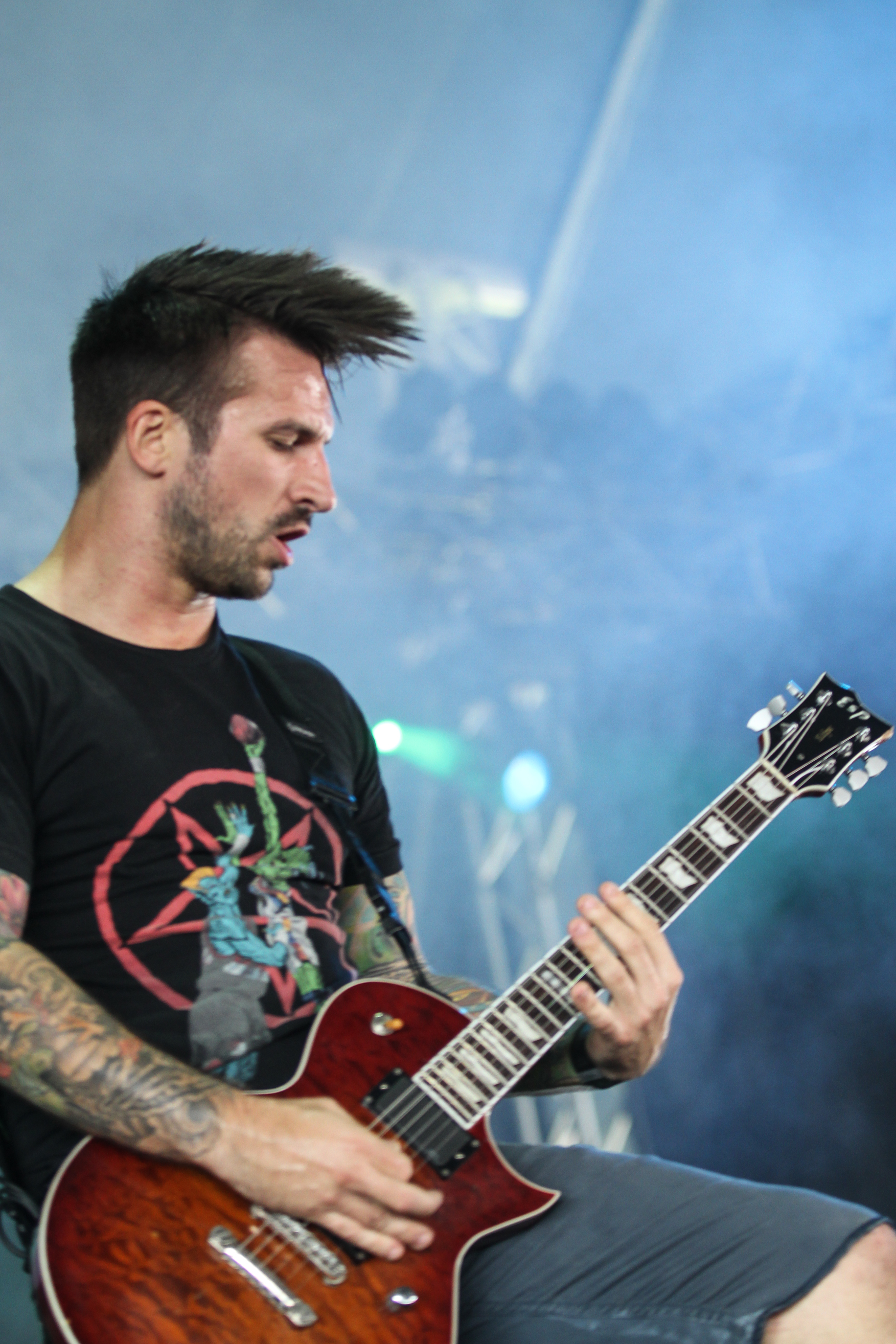
Джордан Бакли

| Последний состав - Кит Бакли – вокал (1998–2022) - Джордан Бакли – соло-гитара (1998–2022), бас-гитара (2006–2007) - Энди Уильямс – ритм-гитара (1998–2022), бас-гитара (2006–2007) - Стефен Мичич – бас-гитара (2001–2005, 2011–2022) - Клейтон Холиак – барабаны (2017–2022) | Бывшие участники - Джон МакКарти – бас-гитара (1998–1999) - Аарон Ратачак – бас-гитара (1999–2001) - Кевин Фолк – бас-гитара (2005) - Крис Барнс – бас-гитара (2005–2006) - Майк "Ratboy" Новак – барабаны (1998–2009) - Джош Ньютон – бас-гитара (2007–2011) - Райан "Leg$" Леджер – барабаны (2009–2015) - Дэниэл Дэвисон – барабаны (2015–2017) Бывшие концертные участники - Келлер Харбин – бас-гитара (2006–2007) |

## Дискография
- Last Night in Town (2001)
- Hot Damn! (2003)
- Gutter Phenomenon (2005)
- The Big Dirty (2007)
- New Junk Aesthetic (2009)
- Ex Lives (2012)
- From Parts Unknown (2014)
- Low Teens (2016)
- Radical (2021)

## Награды и номинации

### Alternative Press Music Awards
| Год  | Номинируемая работа | Категория       | Результат | Ист.            |
| ---- | ------------------- | --------------- | --------- | --------------- |
| 2015 | From Parts Unknown  | Альбом года     | Номинация | [ 129 ] [ 130 ] |
| 2015 | Джордан Бакли       | Лучший гитарист | Номинация | [ 129 ] [ 130 ] |
| 2017 | Джордан Бакли       | Лучший гитарист | Победа    | [ 131 ]         |
| 2017 | Кит Бакли           | Лучший вокалист | Номинация | [ 131 ]         |
| 2017 | Low Teens           | Альбом года     | Номинация | [ 131 ]         |

### Metal Hammer Golden Gods Awards
| Год  | Номинируемая работа | Категория         | Результат | Ист.            |
| ---- | ------------------- | ----------------- | --------- | --------------- |
| 2008 | Every Time I Die    | Выдающаяся группа | Номинация | [ 132 ] [ 133 ] |

### SXSW Film Festival Awards
| Год  | Номинируемая работа | Категория                   | Результат | Ист.            |
| ---- | ------------------- | --------------------------- | --------- | --------------- |
| 2018 | "Map Change"        | SXSW Music Video Selections | Номинация | [ 134 ] [ 135 ] |